# René Panhard (pilote de chasse)
René Panhard (né le 28 janvier 1912 dans le 8e arrondissement de Paris, où il est mort le 1er novembre 1997) est un as de l'aviation de la Deuxième Guerre mondiale, crédité de six victoires dont une homologuée, quatre en collaboration et une probable.

## Biographie
René est le fils de Hippolyte Panhard. Cinquième enfant d'une fratrie de neuf, c'est le petit-fils du célèbre constructeur automobile du même nom. Après avoir effectué ses études au Lycée Condorcet, il entre à l'école supérieure des sciences économiques et commerciales (ESSEC). Il effectue son baptême de l'air à l'occasion d'une visite de l'aéroport du Bourget. Il prend des cours de pilotage à l'école Potez d'Orly, ce qui lui permet d'être incorporé, lors de son service militaire comme élève-pilote à Istres en 1934. Breveté le 15 mars 1935, il est affecté, jusqu'en octobre, à la 4e escadrille du GC II/7. Réserviste, retourné à la vie civile, il effectue toutes ses périodes militaires au sein de la 7e escadre de chasse en qualité de sergent. Lorsqu'il est mobilisé, fin août 1939, il rejoint la 3e escadrille du GC II/7, basée à Luxeuil. Elle est équipée de MS 406.

## Campagne de France
Première victoire accordée comme probable, le 10 mai 1940, en protection de la base de Luxeuil.
- Le 11 mai, victoire partagée sur un bombardier.
- Le 13 mai victoire en collaboration sur un Dornier.
- Le 1er juin 1940, il est crédité d'une victoire sur le AI + CT du 9./KG 53 qui s'écrase au nord de Montbéliard.
- Un bombardier, retrouvé près de Saint-Quentin, est crédité comme victoire.

Au cours de la Campagne de France, le sergent-chef Panhard réalise 23 missions de guerre entre le 10 mai et le 15 juin, remportant cinq victoires et une probable. 
Après s'être replié jusqu'à Perpignan, le GC II/7 traverse la Méditerranée le 20 juin pour se poser à Bône, puis à Souk-el-Arba, le 22 juin et enfin Oudna le 24. 
Démobilisé le 15 août 1940, René Panhard regagne la métropole.

## Après la guerre
Promu Sous-Lieutenant en 1949, il reprend son entraînement de réserviste volontaire sur P-47D au CERAA de Villacoublay puis à Creil. Sur avion à réaction, en 1953, il est nommé moniteur "Chasse" à la 10e escadre de chasse sur Vampire et Mystère II, toujours à Creil, jusqu'en 1958. 
Il effectue en parallèle toute sa carrière civile au sein de la firme familiale Panhard-Levassor qui fusionnera en 1965 avec Citroën SA avant de devenir une filiale de Peugeot SA. 
Commandant de réserve, René Panhard est décédé le 1er novembre 1997.

## Décorations
Croix de guerre 1939-1945

## Pour approfondir
Liste des as de l'aviation